# Fatum (Tchaïkovski)
Pour les articles homonymes, voir Fatum.
Fatum, fantaisie symphonique en ut mineur, op. 77, est un poème symphonique de Piotr Ilitch Tchaïkovski composé en 1868. Il est créé en 1869, mais Tchaïkovski détruisit la partition et celle-ci ne fut publiée que trois ans après sa mort, avec un numéro d'opus posthume. Il introduit pour la première fois dans l’œuvre du compositeur russe la notion du « fatum », du destin, appelée à jouer un rôle très important par la suite. Élaborée au moment de l’histoire d’amour avec la cantatrice belge Désirée Artôt, elle est dédiée au chef du Groupe des Cinq, Mili Balakirev. Ce dernier n’appréciera guère l’ouverture, mais profitera des bonnes dispositions de Tchaïkovski à son égard pour l’orienter et l’inciter à composer ce qui sera le premier chef d’œuvre incontesté de Tchaïkovski, l’ouverture-fantaisie Roméo et Juliette.

## Composition
La composition commence le 22 septembre et la partition est achevée en décembre. Dans un premier temps, Tchaïkovski semble satisfait de son travail : « L’œuvre n'est pas mauvaise, je crois, et elle est orchestrée de façon très efficace » écrit-il à son frère Anatole. On n’en connaît cependant guère plus sur les circonstances de la composition, alors que la source d’inspiration que constitue le fatum, le destin, est appelée à jouer un rôle fondamental dans la vie et l’œuvre à venir du musicien. Bastianelli observe que « le titre choisi par un compositeur de vingt-huit ans apporte (…) un éclairage intéressant sur ses préoccupations » . Cette période de la vie de Tchaïkovski est en effet bouleversée par l’histoire d’amour entre le compositeur et la cantatrice belge Désirée Artôt, événement qui occupe une part prépondérante de sa correspondance

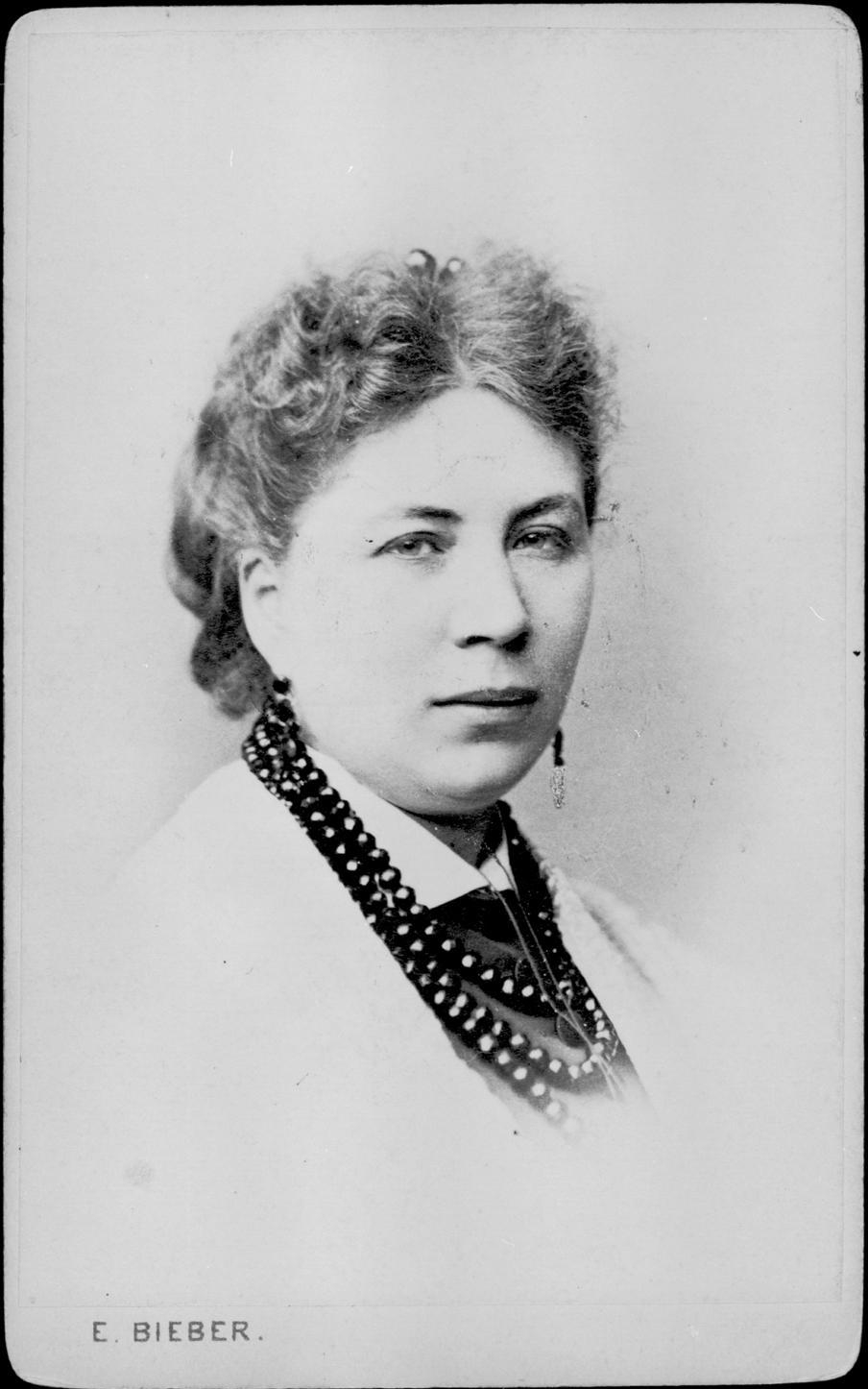
Photographie de Désirée Artôt dans les années 1870.

Désirée Artôt, alors âgée de 32 ans, est une ancienne élève de la célèbre Pauline Viardot. Elle vient pour la première fois en Russie en avril 1868 comme membre d’une compagnie italienne d’opéra. Ayant remporté un certain succès, la troupe est réinvitée dès l’automne suivant et Tchaïkovski est impressionné par la prestation de la jeune femme dans l’Otello de Rossini. Ils sympathisent et très rapidement, la chanteuse semble ne plus pouvoir se passer de la compagnie du compositeur russe qui, de son côté, n’est pas insensible au charme et au talent de la cantatrice. Artôt demande à Tchaïkovski de lui composer des récitatifs et des chœurs pour Le Domino noir d’Auber qu’elle doit interpréter pour des représentations à son bénéfice. Le compositeur lui dédie également sa Romance en fa mineur pour piano, op. 5 composée en novembre 1868. Dans une lettre à son frère Anatole datée d’octobre, il avoue être « devenu très ami avec Artôt » et beaucoup apprécier sa compagnie « J’ai rarement rencontré une femme aussi agréable, intelligente et sensible », précise-t-il dans la même lettre.
Fin décembre, il écrit à son autre frère Modeste : « J’ai consacré tout mon temps libre à une personne dont, bien sûr, vous avez déjà entendu parler et que j’aime vraiment beaucoup, beaucoup » . Il est même question de mariage comme le révèle une lettre du compositeur adressée à son père le 7 janvier 1869 :
«  Mon très cher papa,
(…) Comme des rumeurs vous sont sans doute parvenues sur mes projets de mariage, et que vous êtes peut-être irrité que je ne vous aie rien écrit à ce sujet moi-même, je vais tout de suite vous expliquer la situation. J'ai fait la connaissance d'Artôt pour la première fois au printemps, mais je ne lui ai rendu visite qu'une seule fois lorsque je suis allé souper après le spectacle qui avait été donné à son bénéfice. Quand elle est revenue cet automne, je ne l'ai pas appelée pendant un mois entier. Nous nous sommes rencontrés par hasard lors d'une soirée musicale. Elle a exprimé sa surprise que je ne sois pas allé la voir: je lui ai promis de lui rendre visite, mais je n'aurais pas tenu ma promesse (en raison de ma lenteur caractéristique à nouer des liens avec autrui) si Rubinstein, qui passait par Moscou, ne m’y avait pas traîné. À partir de ce moment, il ne s’est presque pas passé un jour sans que je reçoive d'elle un mot m'invitant à venir la voir, et peu à peu j’ai pris l'habitude de lui rendre visite chaque soir. Nous avons rapidement éprouvé des sentiments extrêmement tendres l'un envers l'autre, et ceux-ci ont été rapidement suivis par des confessions mutuelles de ces sentiments. Il va sans dire que la question du mariage s’est aussitôt posée ; nous le désirons tous les deux et il devrait avoir lieu pendant l'été à moins que quelque chose ne l'empêche.

Cette dernière possibilité ne doit pas être écartée, car certains obstacles existent. En premier lieu, sa mère, qui est constamment avec elle et qui a une influence considérable sur elle, est opposée au mariage, me trouvant trop jeune pour sa fille et craignant très probablement que je la contraigne à vivre en Russie. Deuxièmement, mes amis, et [Nikolaï] Rubinstein en particulier, emploient les moyens les plus énergiques pour empêcher ce mariage. Ils disent que, en tant que mari d'une chanteuse célèbre, je jouerai le rôle particulièrement pitoyable d'être « Monsieur Artôt » - c'est-à-dire que je voyagerai avec elle dans toute l'Europe, vivrai à ses crochets, perdrai l'habitude et la nécessité du travail - en un mot, que lorsque mon amour pour elle se sera un peu refroidi, « il ne restera que les souffrances de l'orgueil, du désespoir et de la ruine ». Ces déconvenues supposées pourraient être évitées si elle décidait de quitter la scène et de vivre avec moi en Russie, mais elle dit que, malgré tout son amour pour moi, elle ne peut se résoudre à abandonner la scène à laquelle elle est habituée et qui lui apporte à la fois gloire et fortune. Elle est déjà partie chanter à Varsovie. Nous avons arrêté que l’été prochain, j'irai dans sa propriété près de Paris, et que là, nous déciderions de notre sort.

Tout comme elle ne peut se résoudre à quitter la scène, j'hésite de mon côté à lui sacrifier tout mon avenir, car il ne fait aucun doute que je serais privé de la possibilité d'avancer sur ma propre route si je la suis aveuglément. Et donc, cher papa, tu vois que ma situation est très difficile. D'une part, toutes les forces de mon cœur me lient à elle et, à l'heure actuelle, il me semble impossible de vivre toute ma vie sans elle; d'autre part, la raison froide m'oblige à réfléchir profondément à la possibilité des déconvenues contre lesquelles mes amis m'ont mis en garde. J'attends, cher papa, que vous fournissiez par écrit votre vision de cette affaire. »
Quelques semaines plus tard, Tchaïkovski apprend brutalement que la chanteuse a épousé un baryton espagnol appartenant à la même compagnie qu’elle, Mariano Padilla y Ramos. Un témoin de la scène raconte que le compositeur « n’a pas dit un mot. Il est simplement devenu blanc et est sorti ». Par la suite, Tchaïkovski ne semble jamais avoir manifesté publiquement de signe de regret, et encore moins de désespoir. Il fera même bonne figure lorsque la cantatrice reviendra à Moscou à la fin de l’année 1869, notamment pour chanter les récitatifs demandés pour Le Domino noir. Lors d’une représentation du Faust de Gounod où elle interprète Marguerite, un ami du compositeur rapporte néanmoins que dès qu’elle est apparue sur scène, Tchaïkovski « s’est caché les yeux derrière ses jumelles d’opéras qu’il n’a pas quittées jusqu’à la fin de l’acte alors qu’il ne pouvait voir quoi que ce soit à cause des larmes qu’il ne semblait pas remarquer et qui ne cessaient de couler sous les jumelles ».
Il n’est pas certain que tous ces événements aient eu une influence particulière sur la composition de Fatum. Brown observe néanmoins que la transcription musicale des nom et prénom de la cantatrice fournit à la fois la base du motif d’ouverture et les deux premières mesures du thème en la majeur de l’œuvre.

## Création
La création a lieu à Moscou le 27 février 1869 lors d'un concert de la Société musicale russe dirigé par Nikolaï Rubinstein. Le succès remporté par l’œuvre semble dans un premier temps confirmer la bonne opinion de Tchaïkovski : « C’est sans doute la meilleure chose que j'ai composée jusqu'à présent : du moins, c'est ce que tout le monde dit (succès significatif) » écrit-il à son frère Anatole quelques heures après la première.

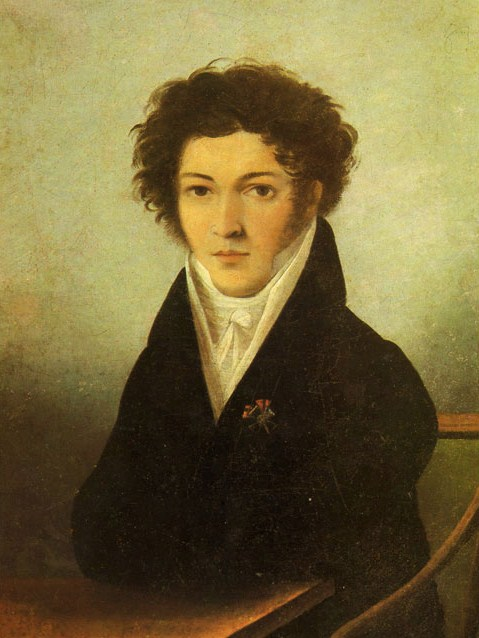
Portrait du poète Constantin Batiouchkov, auteur de l’épigraphe inséré dans le programme de la création de Fatum.

Craignant que le titre n’évoque pas grand-chose au public, Rubinstein demande que le programme du concert fournisse quelques éléments d’explication. Au dernier moment, Tchaïkovski, qui semble avoir composé son poème symphonique sans programme spécifique en tête (même si un ami a suggéré par la suite qu'il comportait des éléments autobiographiques), autorise l’insertion en épigraphe de quelques vers de Batiouchkov :
« Tu sais ce qu’avait dit
Sur son lit de mort, le vieux Melchisédech :
L’homme naît esclave, et c’est esclave
Qu’il est mis au tombeau
Et la mort elle-même ne lui apprendra pas
Pourquoi il lui fallut passer par cette vallée de larmes
Souffrir, peiner, pleurer et disparaître. »
Ces lignes n’ont finalement guère aidé à mieux faire comprendre l’œuvre. Dans sa critique pour la presse moscovite, Herman Laroche, qui a peu de sympathie pour la musique à programme, consacre presque plus de temps à dénoncer l’inanité de l’épigraphe qu’à rendre compte de la musique elle-même. La seule section de Fatum que Laroche estime digne d’intérêt est la section en la bémol après l'introduction. La critique est globalement négative cependant et se termine par la recommandation à Tchaïkovski d'étudier les compositeurs classiques de façon plus approfondie.
Le succès remporté à la création incite Tchaïkovski à envoyer son œuvre à Balakirev afin que celui-ci puisse en assurer la création à Saint-Pétersbourg. Celle-ci a lieu le 29 mars 1869 dans un concert de la Société musicale russe. Cette fois-ci, c’est un échec même si Cui, pourtant généralement peu favorable à la musique de Tchaïkovski, écrit qu’il s’agit d’une œuvre que l’on écoute « avec un grand intérêt du début à la fin ». Son avis est cependant quelque peu mitigé : s’il complimente Tchaïkovski pour son orchestration, il ne peut s’empêcher de la trouver un peu grossière. L’harmonie est qualifiée « d’audacieuse et nouvelle », mais « quand elle est nouvelle, elle n’est pas belle ».

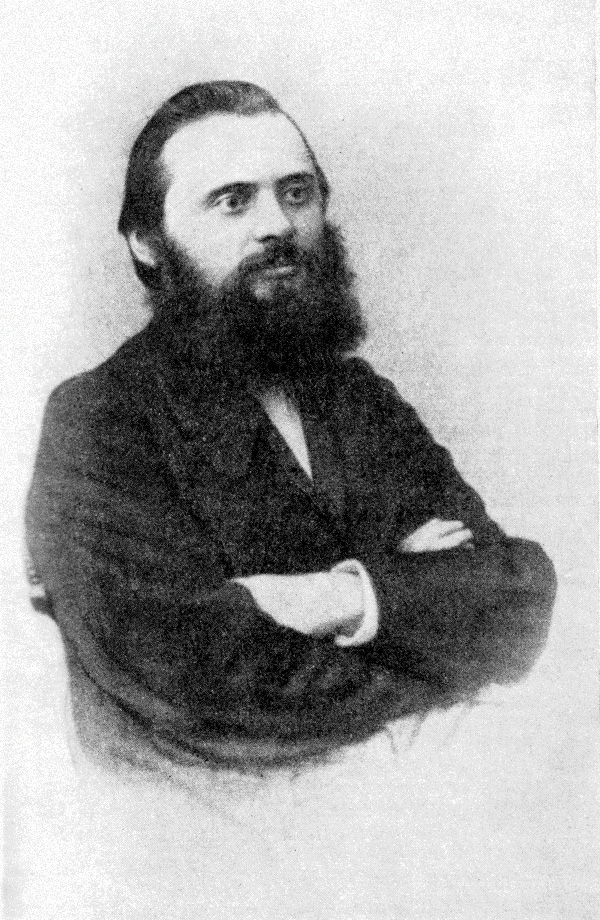
Photographie du compositeur Mili Balakirev dans les années 1860.

Quant à Balakirev qui est également le dédicataire de l’œuvre, il ne l’apprécie pas du tout. Dès le lendemain de création pétersbourgeoise, il écrit une longue lettre très argumentée recensant tous les défauts qu’il trouve au poème symphonique de Tchaïkovski. Hésitant à envoyer une missive aussi négative, il la réécrit quinze jours en la synthétisant, ce qui pour Brown, ne fait que « concentrer le déluge de critiques » :
«  Votre Fatum a été joué, et j'ose penser qu'il l’a été dans de bonnes conditions; du moins, tout le monde était satisfait de l’interprétation. Il n'y a pas eu beaucoup d'applaudissements, ce que j'attribue au cliquetis hideux que l’on entend à la fin. Je n'aime pas le morceau lui-même. Il n'est pas construit de façon correcte, et semble écrit avec désinvolture. Les coutures et les fils blancs sont partout visibles. Enfin, la forme est ratée ; l’ensemble ressort comme mal ordonné. Laroche attribue cela à une étude insuffisante des classiques. À mon avis, c’est exactement le contraire ; vous ne connaissez pas suffisamment la musique nouvelle. Les classiques ne vous apprendront pas la forme libre. Vous n'y trouverez rien de nouveau, rien que vous ne sachiez déjà. Tout ce que vous y verrez, vous le savez déjà depuis que vous vous êtes assis sur votre banc au conservatoire et avez écouté avec révérence les savantes théories de Zaremba sur le lien entre la forme rondo et la première chute de l'homme. Les Préludes de Liszt ont été joués dans le même concert. Regardez comme leur forme est miraculeuse - comment tout s’enchaîne naturellement, chaque section découlant de la précédente. Il n'y a aucun arrangement hétéroclite là-dedans ! Ou regardez Souvenir d’une nuit d’été à Madrid de Glinka ; avec quelle façon magistrale tous les thèmes et sections de cette ouverture sont liés les uns aux autres. Il n'y a pas un tel lien organique interne dans votre Fatum. J'ai délibérément cité l'exemple de Glinka parce que vous l'avez apparemment beaucoup étudié, et tout au long de Fatum, j'ai vu que vous ne pouviez pas vous soustraire à l'influence du chœur « Laissez-le périr! » [de Rouslan et Ludmila]. Je n'ai jamais rien vu de semblable aux vers que vous avez choisis pour épigraphe. C'est une introduction hideuse. Si vous voulez vraiment vous abandonner au byronisme, alors trouvez au moins une épigraphe appropriée de Lermontov, voire de Byron lui-même…

Je vous écris en toute franchise, étant pleinement convaincu que vous ne reviendrez pas sur votre intention de me dédier Fatum. Votre dévouement m'est précieux en témoignage de votre sympathie envers moi - et je ressens une grande faiblesse pour vous.

M. Balakirev - qui vous aime sincèrement. »
La réponse de Tchaïkovski à cette lettre se fait attendre et Balakirev finit par croire qu’il s’est définitivement fait un ennemi de son jeune collègue moscovite. Dans le même temps, Balakirev est de plus en plus contesté en tant que chef d’orchestre de la Société musicale russe à Saint-Pétersbourg. Sa volonté d’élargir le répertoire vers des musiques plus modernes soulève une opposition croissante qui aboutit à son renvoi par la grande-duchesse Hélène le 9 mai 1869. Une semaine plus tard, Balakirev a la surprise de lire, dans La Chronique contemporaine, un article intitulé « Une voix du monde musical de Moscou » entièrement à sa gloire, célébrant toutes ses réalisations et déplorant vivement son renvoi. L’article est signé Tchaïkovski qui lui fait parvenir dans le même temps la lettre suivante :
« Cher Mili Alekseïevitch,

Je regrette beaucoup d'avoir mis autant de temps à vous répondre, et peut-être que mon long silence vous a fait penser que j'ai été offensé par votre lettre critiquant Fatum. Au fond de moi, je suis entièrement d'accord avec vos observations sur cette concoction - mais j'avoue que j'aurais été extrêmement heureux si vous aviez pu trouver au moins une chose à votre goût, même un tout petit peu. Votre lettre ne contient que des critiques, et même si elles sont justifiées, il n'y a rien dans votre lettre qui puisse faire avaler la pilule. J'admets que votre critique ne m'a pas fait plaisir, mais je n'ai pas été le moins du monde offensé, et dans mon cœur, je salue cette droiture sincère qui est l'une des caractéristiques les plus attachantes de votre personnalité musicale. Bien sûr, je ne retirerai pas la dédicace, et j'espère pouvoir écrire un jour quelque chose qui vous plaira…

La nouvelle de ce que la belle Hélène vous a fait a rempli Rubinstein et moi de la plus grande indignation. J'ai même décidé de m'exprimer par écrit sur cet acte extraordinairement bas. »
Cet échange de lettres est le prélude d’un rapprochement entre les deux compositeurs qui aboutira bientôt à la composition par Tchaïkovski de son premier chef d’œuvre symphonique, l’ouverture-fantaisie Roméo et Juliette. La partition de Fatum est quant à elle détruite dans les années 1870. Elle sera reconstruite en 1896 après la mort de Tchaïkovski à partir du matériel d’orchestre et sera éditée par Belaiev sous un numéro d’opus posthume.

## Orchestration
| Instrumentation de Fatum                                                       |
| Bois                                                                           |
| piccolo, 2 flûtes, 2 hautbois, 1 cor anglais, 2 clarinettes (en la), 2 bassons |
| Cuivres                                                                        |
| 4 cors (en mi et ut), 3 trompettes (en mi), 3 trombones, 1 tuba                |
| Percussions                                                                    |
| timbales, triangle, cymbales, grosse caisse, tam-tam                           |
| Cordes                                                                         |
| harpe, premiers violons, seconds violons, altos, violoncelles, contrebasses    |

## Analyse
Dans Fatum, Tchaïkovski opte pour la première fois pour une forme libre alors qu’il avait préféré la forme sonate pour ses compositions orchestrales précédentes. Le plan est schématiquement le suivant : ABCAB’C’ et coda sur les thèmes de B et A. La partie A est une introduction de quinze mesures « dont la lourdeur scandée suggère l’inéluctabilité du destin ». Le thème dominant de l’œuvre est ensuite exposé au début de la partie B, d’abord par les vents puis, de façon plus lyrique, par les cordes. Vient ensuite la partie C avec un thème staccato exposé par les altos sur fond de timbales qui introduit un sentiment d’angoisse assez marqué. Après la culmination de ce motif revient l’introduction A sans modification à laquelle succède une variante du thème principal (B’) puis du motif staccato (C’). La coda est en deux parties : elle reprend pianissimo le thème principal (B) avant de faire éclater fortissimo une variante de l’introduction (A), l’œuvre s’achevant sur le motif par lequel elle avait commencé.
Pour Brown, ce n’est cependant pas le plan de l’œuvre qui explique que le morceau soit « faible ». En premier lieu, aucune mélodie « ne montre Tchaïkovski à son meilleur » et certaines sont « franchement banales ». Mais le principal défaut vient de la structure des phrases musicales : « non seulement l’organisation est presque invariablement basée sur des phrases d’une longueur de quatre ou huit mesures, mais au sein même de ces phrases, il y a des séquences apparemment sans fin de phrases de une ou deux mesures dont chacune, une fois entendue, est généralement répétée aussitôt. (…) Il en résulte une diminution de l’intérêt à l’écoute immédiate et un ennui croissant dans l’élaboration prévisible des sections entières à venir ».
Pour Lischke, « la maladresse dans l’enchaînement des différentes parties est flagrante, et Tchaïkovski a trop tendance à se tirer d’affaire en remplaçant les raccords par des silences ». Il note cependant que « l’expressivité est là » et que « les contrastes sont bien rendus en dépit de la valeur inégale des thèmes eux-mêmes ». Mais c’est surtout l’orchestration « dont on ne peut méconnaître la richesse » qui fait le prix de l’œuvre, montrant le niveau de maîtrise que le jeune compositeur a déjà atteint dans ce domaine.
Hofmann qualifie l’œuvre « d’étrange », « des idées remarquables voisinant avec d’inexplicables faiblesses » .

## Discographie
- 1948 – Grand orchestre symphonique, Alexander Gauk (dir.) – Brilliant Classics 93980/8
- 1959 – Orchestre philharmonique de Sofia, Goran Petkov (dir.) – Documents 600211
- 1970 – Orchestre symphonique d’Etat de l’URSS, Ievgueni Svetlanov (dir.) – Melodiya MEL CD 10 02480
- 1974 – Orchestre symphonique national Washington DC, Antal Dorati (dir.) – Decca 443 093-2
- 1974 – Orchestre symphonique de la Radio de Francfort, Eliahu Inbal (dir.) – Philips 456 127-2
- 1987 – Orchestre symphonique de l’URSS, Ievgueni Svetlanov (dir.) – Melodiya 74321 17095 2
- 1989 – Orchestre symphonique de la radio slovaque, Ondrej Lenárd (en) (dir.) – Lydian 18029
- 1990 – Orchestre symphonique de Saint-Louis, Leonard Slatkin (dir.) – RCA RD 60432
- 1990 – Orchestre symphonique académique d’Etat, Ievgueni Svetlanov (dir.) – Melodiya MEL CD 10 01736
- 1992 – Orchestre symphonique de Russie, Veronika Doudarova (dir.) – Olympia OCD 512
- 1993 – Orchestre philharmonique royal, Iouri Temirkanov (dir.) – Sony 82876-55781-2
- 1996 – Orchestre symphonique de Détroit, Neeme Järvi (dir.) – Chandos CHAN 9587
- 1996 – Orchestre national de Russie, Mikhaïl Pletnev (dir.) – DG 453 446-2
- 1996 – Orchestre symphonique académique d’Etat, Ievgueni Svetlanov (dir.) – Canyon Classics PCCL 00425
- 2000 – Orchestre symphonique national d’Ukraine, Theodore Kuchar (dir.) – Naxos 8.554845
- 2000 – Orchestre symphonique de Bamberg, José Serebrier (dir.) – Bis BIS1283